# Västertorp
Västertorp – dzielnica (stadsdel) Sztokholmu, położona w jego południowej części (Söderort) i wchodząca w skład stadsdelsområde Hägersten-Liljeholmen. Graniczy z dzielnicami Mälarhöjden, Hägersten, Hägerstensåsen i Fruängen.
Według danych opublikowanych przez gminę Sztokholm, 31 grudnia 2020 r. Västertorp liczył 7705 mieszkańców. Powierzchnia dzielnicy wynosi 0,81 km².
Västertorp jest jedną ze stacji na czerwonej linii (T14) sztokholmskiego metra.